# Sorex ugyunak
Sorex ugyunak is een zoogdier uit de familie van de spitsmuizen (Soricidae). De wetenschappelijke naam van de soort werd voor het eerst geldig gepubliceerd door Anderson & Rand in 1945.

## Voorkomen
De soort komt voor in Canada en de Verenigde Staten.